# Csuja (Léna)
A Csuja, Nagy-Csuja (oroszul: Чуя) folyó Oroszország ázsiai részén, Burjátföldön és majdnem teljes hosszában az Irkutszki területen; a Léna jobb oldali mellékfolyója.

## Földrajz
Hossza: 512 km, vízgyűjtő területe: 18 400 km², évi közepes vízhozama a torkolatnál:  206 m³/s.
Az Észak-bajkáli-felföld déli pereménél elterülő Szinnir-hegységben ered és a felföldön folyik végig észak felé. A forrástól kezdve mellékfolyója, a Kis-Csuja torkolatáig a folyó neve Nagy-Csuja, csak onnan lefelé nevezik Csujának.
Télen befagy, októbertől májusig jégpáncél borítja, árvize május közepén kezdődik. Az éves vízmennyiségnek kb. 85%-a a nyári időszakban folyik le, télen a vízszintje alacsony.
52 km-re a Lénába ömlése előtt veszi fel egyetlen jelentős, bal oldali mellékfolyóját, a Kis-Csuját (257 km).